# ترساننده
ترساننده (به انگلیسی: Terrifier) یک فیلم اسلشر و ترسناک مستقل آمریکایی محصول سال ۲۰۱۶ به نویسندگی، تهیه‌کنندگی و کارگردانی دیمین لئون است. دیوید هاوارد، تورنتون، جنا کانل، سامانتا اسکافیدی، کاترین کورکوران، مت مک آلیستر، مایکل لیوی و پویا محسنی بازیگران اصلی این فیلم هستند. تورنتون نقش قاتل «» را به تصویر می‌کشد که سه زن جوان با بازی کانل، اسکافیدی و کورکوران را در هالووین شکار می‌کند. این دومین حضور فیلم بلند شخصیت «آرتِ دلقک» است، که پس از فیلم آنتولوژی لئونه در سال ۲۰۱۳ با عنوان شب یادگاران، که شامل صحنه‌هایی از فیلم‌های کوتاه قبلی که او نیز کارگردانی کرده‌است، شخصیت مذکور را نشان می‌دهد. قسمت دوم این فیلم با عنوان ترساننده ۲ در (۶ اکتبر ۲۰۲۲) در ایالات متحده اکران شد.

## داستان
مردی در حال تماشای یک تلویزیون کوچک است که در آن مونیکا براون، مجری برنامه گفتگو، با زنی به شدت از ریخت‌افتاده، تنها بازمانده یک قتل‌عام که در هالووین قبلی رخ داده‌است، مصاحبه می‌کند. براون اشاره می‌کند که جسد قاتل که تنها به عنوان «آرتِ دلقک» شناخته می‌شود، از سردخانه ناپدید شده و نشان می‌دهد که او احتمالاً‌هنوز زنده است. زن بدشکل اصرار دارد که او را دیده‌است که مرده‌است. مردی با عصبانیت تلویزیون را لگد می‌زند و کیسه زباله را پر از اشیاء تیغه‌ای می‌کند. پس از مصاحبه، مونیکا با دوست‌پسرش به‌صورت تلفنی صحبت می‌کند و سخنان تحقیرآمیزی به خاطر ظاهر مصاحبه‌شونده می‌گوید. زن بدشکل که استراق سمع می‌کرد، به مونیکا حمله می‌کند و چشمانش را بیرون می‌آورد و دیوانه‌وار می‌خندد.
در شب هالووین، دو دوست به نام‌های تارا و داون یک مهمانی هالووین را ترک می‌کنند. «آرتِ دلقک»، آنها را به یک پیتزافروشی تعقیب می‌کند. صاحب رستوران آرت را به‌دلیل آغشته‌کردن مدفوع خود به تمام دیوارهای حمام از محل بیرون می‌کند. دخترها متوجه می‌شوند که یکی از لاستیک‌های ماشین داون پنچر شده‌است و تارا با خواهرش ویکی تماس می‌گیرد تا آنها را بردارد. در حین انتظار، تارا از یک کارگر بازداری آفت به نام مایک می‌پرسد که آیا می‌تواند برای استفاده از سرویس بهداشتی وارد ساختمان آپارتمان متروکه‌ای شود که او در آن کار می‌کند. هنگامی که وارد خانه می‌شود، با زنی فریب‌خورده ملقب به «بانوی گربه‌ای» روبرو می‌شود که معتقد است عروسکی که حمل می‌کند کودک شیرخوار اوست. آرت دو کارگر پیتزافروشی را پیش از ربودن داون می‌کشد و مثله می‌کند.
تارا در داخل ساختمان آپارتمان با آرت مواجه می‌شود که او را با چاقوی جراحی خود می‌زند و به او مواد مخدر تزریق می‌کند. تارای بسته به صندلی از خواب بیدار می‌شود، و آرت داون را که وارونه آویزان است، به او نشان می‌دهد. او تارا را مجبور می‌کند تا مرگ با اره کردن داون را نظاره کند. تارا فرار می‌کند اما آرت او را با شلیک گلوله می‌کشد. «بانوی گربه‌ای» شاهد این موضوع می‌شود و از مایک التماس می‌کند که با پلیس تماس بگیرد. مایک او را به عنوان دیوانه رد می‌کند، اما آرت او را با چکش بیهوش می‌کند. «بانوی گربه‌ای» آرت را در گهوارهٔ عروسکش کشف می‌کند. او در یک درخواست برای بازگشت «فرزند» خود، سعی می‌کند با در گهواره‌گرفتن آرت به او دلسوزی مادرانه نشان دهد.
ویکی می‌رسد تا تارا و داون را به خانه ببرد اما توسط آرت به واردشدن به زیرزمین فریب داده می‌شود. او در آنجا آرت را کشف می‌کند که «بانوی گربه‌ای» را به شدت مثله‌کرده و پوست سر و سینه‌هایش را پوشیده‌است. همکار مایک به دنبال او می‌آید اما توسط آرت سرش از بدن جدا می‌شود. ویکی از نزد آرت فرار می‌کند اما با یافتن جسد خواهرش غصه می‌خورد. سپس آرت با یک تازیانه نه‌رشته به او حمله می‌کند، اما مایک ناگهان از راه می‌رسد و آرت را بیهوش می‌کند. آن دو فرار می‌کنند و به پلیس زنگ می‌زنند اما آرت ظاهر می‌شود و مایک را می‌کشد. ویکی به داخل یک گاراژ عقب‌نشینی می‌کند و آرت با یک کامیون وانت از در عبور می‌کند و باعث آسیب بیشتر به ویکی می‌شود. در حالی که ویکی بی‌اختیار دراز می‌کشد، آرت شروع به خوردن صورت او می‌کند. پلیس از راه می‌رسد، اما آرت پیش از اینکه مأموران بتوانند او را دستگیر کنند، با تپانچه به داخل دهان خودش شلیک کرده و خودکشی می‌کند.
جسد آرت به همراه اجساد قربانیان فوت شده‌اش به سردخانه منتقل می‌شود. وقتی پزشکی قانونی زیپ کیف بدن آرت را باز می‌کند، آرت دوباره زنده می‌شود و او را خفه می‌کند. یک سال بعد، ویکی پس از توانبخشی از جراحات وارده از بیمارستان مرخص می‌شود. افشا می‌شود که او همان زنی است که در صحنه ابتدایی فیلم به صورت بدشکل نشان شده بود و به این ترتیب وقایع کل فیلم در همان سال گذشته رخ داده‌است.

## بازیگران
- جنا کانل در نقش تارا هیس، خواهر بزرگتر ویکی.
- سامانتا اسکافیدی در نقش ویکتوریا «ویکی» هیس، خواهر کوچکتر تارا و تنها بازمانده حمله «آرتِ دلقک».
- کاترین کورکوران در نقش داون، بهترین دوست تارا.
- دیوید هوارد تورنتون در نقش «آرتِ دلقک»
- پویا محسنی در نقش «بانوی گربه‌ای»
- مت مک‌آلیستر در نقش مایک، دافع حشرات
- کیتی مگوایر در نقش مونیکا براون
- جینو کافارلی در نقش استیو
- اریک زامورا در نقش رامونه
- کوری دووال در نقش پزشک قانونی
- مایکل لیوی در نقش ویل، دافع حشرات شماره ۲

## انتشار
ترساننده برای نخستین بار در جشنواره فیلم ترسناک تلوراید در سال ۲۰۱۶ به نمایش درآمد. بعداً در ۲۸ اکتبر ۲۰۱۷ در کانال ترسناک فرایت‌فست نمایش داده شد، و متعاقباً توسط درد سنترال و اپیک پیکچرز برای انتشار محدود در سال ۲۰۱۸ انتخاب شد.

## بازخورد

### پاسخ انتقادی
در وبگاه جمع‌آوری نقد راتن تومیتوز، ٪۵۶ از ۱۸ بررسی منتقدان مثبت است و میانگینِ امتیاز آن ۵٫۹/۱۰ است.

### جوایز و نامزدی‌های
این فیلم سه نامزدی جایزه اره برقی فانگوریا را دریافت کرد: بهترین فیلم محدود، بهترین بازیگر نقش مکمل مرد (تورنتون) و بهترین گریم اف‌ایکس (لئون).

## دنباله
در فوریه ۲۰۱۹، دیمین لئون اظهار داشت که دنباله ای برای ترساننده در حال تولید است و فیلمنامه دنباله دیگر قبلاً نوشته شده‌است. این فیلم در اکتبر ۲۰۱۹ با شرکت فاز د لنز پروداکشنز به عنوان تهیه‌کننده مشترک همراه با دارک ایج سینما شروع به تولید کرد. این فیلم ابتدا در طول تولید آخرین روزهای فیلم‌برداری خود به دلیل دنیاگیری کووید-۱۹ به تعویق افتاد، اما در نهایت در سپتامبر ۲۰۲۰ از سر گرفته شد و فیلم‌برداری آن در سال ۲۰۲۱ به پایان رسید. این فیلم نخستین بار در فرایت‌فست در لندن، انگلستان در تاریخ ۲۹ اوت ۲۰۲۲ نمایش داده شد، و پس از دریافت اکران سراسری در ایالات متحده در ۶ اکتبر ۲۰۲۲، نمایش خود را آغاز کرد و در نوامبر ۲۰۲۲ برای پلتفرم‌های پخش جاری منتشر شد.